# Michael Josef Maister
Michael Josef Maister (* ca. 1629 in Hartmannsdorf, heute Großhartmannsdorf bei Großsteinbach; † 7. November 1696) war der 14. Propst von Stift Pöllau in der Steiermark.

## Leben
Geboren in einem kleinen Ort in der Oststeiermark, schloss er philosophische und theologische Studien an der Universität Graz ab und trat noch während des Studiums in das Augustiner-Chorherren-Stift Pöllau ein, wo er sich zum Priester ausbilden ließ. 1666 war er als Seelsorger tätig. Er wurde am 13. Mai 1669 einstimmig zum 14. Propst des Stiftes gewählt und nahm nach der Konfirmation durch Erzbischof Max Gandolf dieses Amt bis zu seinem Ableben im Jahr 1696 wahr. Er wurde in der Stiftskirche beigesetzt, seine Gebeine wurden aber später in die Johann-Nepomuk-Kapelle der Kirche Maria Pöllauberg übertragen.

## Wirken
Als Propst von Stift Pöllau erweiterte er die Besitzungen des Stiftes und ließ schließlich auch das Stiftsgebäude selbst erweitern, auch wenn er dessen Vollendung nicht mehr erlebte. Ebenso ließ er das zuvor erworbene Schloss Külml umgestalten und erweitern. Insgesamt vergrößerte er das Ansehen des Stifts enorm, sodass er die Novizen aussuchen konnte, auch vermehrt aus dem Adel, wie seinen Nachfolger Johann Ernst von Orthofen, sodass Pöllau das adelige Stift genannt wurde. Gerade wegen der vielen gebildeten und vermögenden Mitbrüder gelang der wirtschaftliche Aufstieg des Stiftsbetriebes.